# Victor Trivas
Victor Trivas (geboren Wiktor Alexandrowitsch Triwas, russisch Виктор Александрович Тривас; * 9. Juli 1896 in Sankt Petersburg; † 12. April 1970 in New York) war ein Filmregisseur, Drehbuchautor und Szenenbildner russischer Herkunft.

## Leben
Trivas studierte an der Akademie der Bildenden Künste in seiner Heimatstadt Architektur, sein Einsatz im Ersten Weltkrieg und die darauf folgende Revolution hielten ihn von einem Abschluss des Studiums ab. Er ging nach dem Ende des Krieges nach Moskau und arbeitete an kleinen Theatern, darunter als Ausstatter für das Theater von Alexander Granowski. 1920 wurde er unter dem Verdacht staatsfeindlicher Aktivitäten einen Monat lang inhaftiert. 1925 verließ er mit seiner Frau die Sowjetunion und ging nach Berlin. Dort begann er als Szenarist für den Film Die Dame aus Berlin (1925). Gemeinsam mit Otto Hunte arbeitete er an der Ausstattung für den Film Die Liebe der Jeanne Ney (1927) von Georg Wilhelm Pabst. Neben der Filmtätigkeit gestaltete er auch für das Theater.
1930 hatte Trivas sein Regiedebüt mit dem Stummfilm Aufruhr des Blutes. Wie bereits für diesen Film war er auch Mitautor von Alexander Granowskis Das Lied vom Leben (1931) und Fjodor Ozeps Der Mörder Dimitri Karamasoff (1931). Trivas' zweite Regiearbeit wurde der Antikriegsfilm Niemandsland (1931). In einem Schützengraben begegnen sich fünf Männer: ein Deutscher (Ernst Busch), ein Franzose, ein Engländer, ein Jude und ein schwarzer Artist (gespielt von dem Tänzer Louis Douglas), die in ihrer jeweiligen Sprache sprechend durch den international tätigen Artisten – während das Kriegsgeschehen um sie herum tobt – zur Einsicht der Absurdität des Krieges gelangen. In der Diskussion werden die Fragen aufgeworfen: Wem gehört der Rhein?, Wem gehört Paris?, Wem nützen die Kolonien? und Wem gehört die Welt? Der Film, der noch vor Kuhle Wampe oder: Wem gehört die Welt? entstand, endet mit dem Eisler-Lied Der heimliche Aufmarsch, gesungen von Ernst Busch. Er wurde folglich auch am 22. April 1933 von der inzwischen an der faschistischen Ideologie orientierten Filmprüfstelle verboten.
1932 ging Trivas nach Paris, wo sein dritter Film Dans les Rues (1933), wieder mit der Musik Hanns Eislers, entstand. Danach begann er wieder gemeinsam mit anderen russischen Emigranten für das Theater zu arbeiten. 1939 verfasste er gemeinsam mit Leo Mittler das Drehbuch zu Raymond Bernards Film Les Ôtages, einer Produktion des aus Deutschland emigrierten Seymour Nebenzahl, und thematisierte erneut den Krieg. Danach verließ Trivas Frankreich via Marseille in Richtung USA, wo er 1941 eintraf.
Dort gelang ihm eine Fortsetzung seiner Karriere als Regisseur zwar nicht, doch er konnte als Drehbuchautor arbeiten. Er war 1944 mit Leo Mittler und Guy Endore am Drehbuch des pro-sowjetischen Films Song of Russia beteiligt, was ihn später in der „McCarthy-Zeit“ wiederum als Kommunisten verdächtig werden ließ. Seine Vorlage für Orson Welles’ Die Spur des Fremden/The Stranger (1946) brachte ihm eine Oscar-Nominierung und wurde seine erfolgreichste Arbeit in Amerika. 1947 wurde Victor Trivas in den USA eingebürgert.
1954 kam er als Autor für einige Jahre nach Deutschland und drehte dabei 1959 seinen letzten Film, den Gruselstreifen Die Nackte und der Satan mit Horst Frank und Michel Simon.

## Filmografie (Auswahl)
Darsteller
- 1927: Die Liebe der Jeanne Ney

Filmbauten
- 1928: Der Staatsanwalt klagt an

Drehbuch
- 1931: Der Mörder Dimitri Karamasoff
- 1931: Das Lied vom Leben
- 1931: Niemandsland – auch Regie
- 1951: Vergeltung am Teufelssee (The Secret of Convict Lake)
- 1955: Rote Lippen – blaue Bohnen (Vous pigez ?)
- 1959: Die Nackte und der Satan – auch Regie
- 1959: Hast noch der Söhne ja?
- 1961: Die Heuchler

Literarische Vorlage
- 1946: Die Spur des Fremden (The Stranger)

Regie
- 1929: Aufruhr des Blutes